# Stadelhofen (Bawaria)

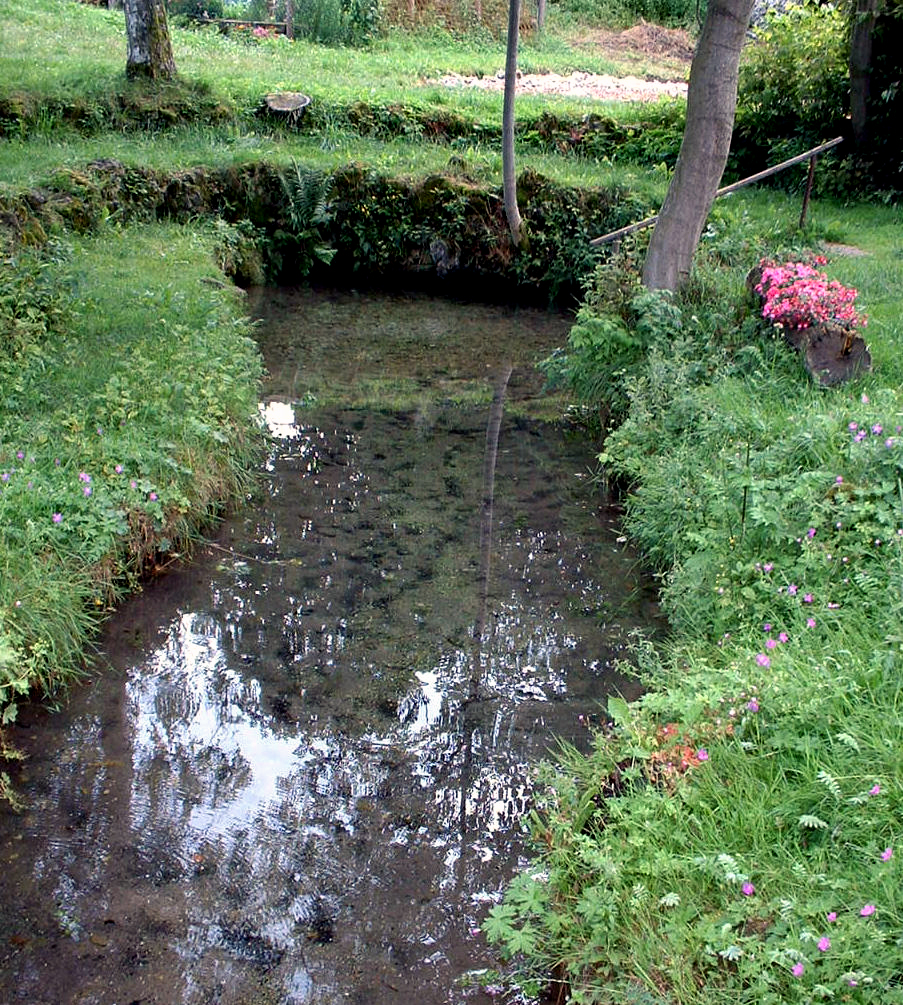
Źródło Wiesent

Stadelhofen – miejscowość i gmina w Niemczech, w kraju związkowym Bawaria, w rejencji Górna Frankonia, w regionie Oberfranken-West, w powiecie Bamberg, siedziba wspólnoty administracyjnej Steinfeld. Leży w Szwajcarii Frankońskiej, około 20 km na północny wschód od Bamberga, nad rzeką Wiesent, przy autostradzie A70 i drodze B22.

## Dzielnice
W skład gminy wchodzą następujące dzielnice:
- Stadelhofen
- Eichenhüll
- Hohenhäusling
- Hopfenmühle
- Pfaffendorf
- Roßdorf am Berg
- Schederndorf
- Steinfeld
- Wölkendorf
- Wotzendorf

## Demografia
| Rok  | Liczba mieszk. |
| ---- | -------------- |
| 1970 | 1404           |
| 1987 | 1291           |
| 2000 | 1274           |
| 2006 | 1253           |

## Oświata
(na 1999)

W gminie znajduje się 50 miejsc przedszkolnych (z 39 dziećmi) oraz szkoła podstawowa (4 nauczycieli, 86 uczniów).